# Crystal Slope
Crystal Slope ist ein Eishang in 3700 m Höhe auf der Westseite des Mount Erebus auf der antarktischen Ross-Insel. Er führt vom Rand des Gipfelkraters hinab zwischen dem Camp Slope und der Robot Gully.
Namensgebend für den Eishang ist eine Geröllhalde, die große Kristalle aus Anorthoklas enthält.